# Emma Gapcenko
Emma Gapcenko (în rusă Эмма Гапченко; n. 24 februarie 1938, Stupino, RSFS Rusă, URSS – d. 6 decembrie 2021) a fost o arcașă ce a reprezentat Uniunea Republicilor Sovietice Socialiste, medaliată olimpică. A participat la o ediție a Jocurilor Olimpice (1972) în care a câștigat o medalie de bronz.

## Participări
Lista de mai jos prezintă principalele competiții la care a participat Emma Gapcenko de-a lungul carierei.
- archery at the 1972 Summer Olympics – women's individual[*]